# Roderik de Man
Roderik de Man (Bandung, Nederlands-Indië, 23 mei 1941) is een Nederlands componist.

## Levensloop
Roderik de Man studeerde aanvankelijk slagwerk aan het Koninklijk Conservatorium te 's-Gravenhage. Nadat hij enige tijd als slagwerker en drummer gewerkt had, voltooide hij de studie Theorie der Muziek aan hetzelfde instituut. Hij volgde compositielessen bij Kees van Baaren en werkte in de elektronische studio onder leiding van Dick Raaijmakers. Van 1972 tot 2007 was De Man als docent aan het Koninklijk Conservatorium verbonden; in 1992 initieerde hij een nog steeds voortgaand project voor zeer jonge componisten.
Hij vervult daarnaast functies in hedendaagse muziekorganisaties en was onder andere lid van de Artistieke Raad van Donemus, bestuurslid van PEM en CEM. In 2001 was hij jurylid van de Gaudeamus Compositiewedstrijd.
Het oeuvre van De Man omvat een grote verscheidenheid aan werken: van muziek voor bigband, gamelanorkest, koor, kamer- en orkestmuziek met en zonder tape tot puur elektronische composities. In veel van zijn composities worden een of meer instrumenten gecombineerd met een elektronische tape, welke in zijn eigen studio wordt gerealiseerd. 
Praktisch al zijn werken komen tot stand door middel van compositieopdrachten door onder andere het Fonds voor de Scheppende Toonkunst, het Amsterdams Fonds voor de Kunst, de NPS, de Johan Wagenaar Stichting en het Institut International de Musique Électroacoustique de Bourges. Een aantal ervan ontving prijzen en/of onderscheidingen.
Zijn werk werd uitgevoerd in onder andere Frankrijk, Engeland, Duitsland, Rusland, Polen, Finland, Brazilië, Venezuela, Mexico, Indonesië, Japan, Canada en de Verenigde Staten.
Verscheidene composities werden geselecteerd door de ISCM World Music Days (Noorwegen 1991, Mexico 1993, Korea 1997, Roemenië 1999 en Zwitserland 2004). Een van zijn recente werken Samen Sterk voor basklarinet en het ensemble De Ereprijs werd tijdens de Warschauer Herbst 2003 uitgevoerd. In 1999 was hij finalist bij het Concours te Bourges met Air to Air in de categorie elektroakoestische concertmuziek met instrumenten en in 2005 kreeg hij daar de 1e prijs voor Cordes invisibles voor cello, piano en tape.
De composities van Roderik de Man worden uitgegeven door Donemus en zijn voor een groot deel op cd verschenen.